# Алексеј Баркалов
Алексеј Баркалов (укр. Олексі́й Степа́нович Барка́лов; 18. фебруар 1946 — 9. септембар 2004) је био украјински ватерполиста, освајач две златне и једне сребрне медаље и играч који је у историји ватерпола одиграо највише утакмица за репрезентацију.

## Биографија
Рођен је 18. фебруара 1946. у Харкову. Током студија је играо кошарку за градски тим, као и фудбал. Дипломирао је на Политехничком институту Харкова. Од 1957. године се такмичио у ватерполу за ВК Динамо Харков, а 1971. је прешао у ВК Динамо Кијев. Од 1976. је био играч и тренер Динамо Кијева. Такмичио се на Летњим олимпијским играма 1968, 1972, 1976. и 1980. Током каријере је одиграо 412 утакмица за репрезентацију, више него било који други спортиста у историји ватерпола. Након пензионисања 1980. године је постао главни селектор јуниорске ватерполо репрезентације Украјине. Од 1990. до 1994. је радио у Југославији, тренирајући ВК Војводину. Године 1993. је примљен у Међународну кућу славних водених спортова. Био је председник Ватерполо савеза Украјине од 1997. до 1999. године. Освајач је две златне и једне сребрне медаље, добитник Ордена пријатељства и два Ордена заслуге за отаџбину. Заједно са Људмилом Хазијевом је имао сина Дмитрија који је, такође, играо такмичарски ватерполо. Убијен је 2001. године када је имао тридесет и две. Од тада је Баркалов имао проблеме са здрављем и три године касније, 9. септембра 2004, је преминуо од срчаног удара у Кијеву.